# South American Miners (SAM)
South American Miners (SAM). (SPH:Code) es una propiedad de la compañía multinacional MAITAI LLC, de capital privado con sede en Nuevo México y Londres, fundada en 2020, dedicada a la obtención de bitcoin fundamentalmente.
Su principal actividad se centra en América del Sur, destacando su participación en las extracciones mineras de Bitcoin, en especial en la zona de Buenos Aires, donde poseen un sistema de refrigeración para los mineros que utiliza líquido dieléctrico. 
La empresa también desarrolla proyectos de automatización, ingeniería y software en Londres, donde mantiene la filial SAM Labs.